# Iodure de lanthane(III)
L'iodure de lanthane(III) est un composé inorganique contenant du lanthane et de l'iode de formule LaI3.

## Synthèse
L'iodure de lanthane(III) peut être synthétisé par la réaction du lanthane métallique avec l'iodure de mercure(II), :
2 La + 3 HgI2 → 2 LaI3 + 3 Hg
Il peut également être préparé à partir des éléments, c'est-à-dire par la réaction du lanthane métallique avec l'iode :
2 La + 3 I2 → 2 LaI3
Bien que des solutions d'iodure de lanthane(III) puissent être préparées en dissolvant de l'oxyde de lanthane dans l'acide iodhydrique, le produit s'hydrolysera et formera des espèces hydroxy polymères :
La2O3 + 6 HI → 2 LaI3 + 3 H2O → réactions ultérieures

## Structure
L'iodure de lanthane(III) adopte la même structure cristalline que le bromure de plutonium(III), avec des centres métalliques en coordinence 8 disposés en couches,. Cette structure orthorhombique est typique des triiodures des lanthanides les plus légers (La–Nd), tandis que les lanthanides plus lourds tendent à adopter la structure hexagonale de l'iodure de bismuth(III).

## Réactivité et applications
L'iodure de lanthane(III) est très soluble dans l'eau et est déliquescent. L'iodure de lanthane(III) anhydre réagit avec le tétrahydrofurane pour former un complexe photoluminescent, LaI3(THF)4, avec une longueur moyenne de liaison La–I de 3,16 Å,. Ce complexe est un composé de départ pour les complexes amidure (en) et cyclopentadiényle (en) de lanthane,.

## Composés apparentés
Le lanthane forme également un diiodure, LaI2. C'est un électrure qui est mieux décrit par {LaIII,2I−,e−}, avec l'électron délocalisé dans la bande de conduction. Plusieurs autres lanthanides forment des composés similaires, dont CeI2, PrI2 et GdI2. Le diiodure de lanthane adopte la même structure cristalline tétragonale que PrI2.
L'iodure de lanthane(III) réagit avec le lanthane métallique sous atmosphère d'argon dans une capsule en tantale à 1225 K pour former le composé à valence mixte La2I5.
La réduction de LaI2 ou de LaI3 avec du sodium métallique sous atmosphère d'argon à 550 °C donne le monoiodure de lanthane, LaI, qui a une structure cristalline hexagonale.